# Shining in the Darkness
Ne doit pas être confondu avec Shining in the Dark.
Shining in the Darkness (ou Shining and the Darkness) est un jeu vidéo de type dungeon crawler de Sega sorti sur Mega Drive en 1991. Il s'agit du premier épisode de la série Shining.
Il s'agit d'un jeu de rôle classique ou les labyrinthes sont traversés en vue subjective. Le joueur dirige une équipe de trois personnages (le héros, et ses deux compagnons Milo Brax et Pyra Myst).

## Scénario
L'histoire commence lorsque Jessica, la fille du roi de Thornwood, disparait mystérieusement en même temps que Mortred, un des chevaliers du royaume qui était responsable de sa protection. Le héros du jeu, le fils de Mortred, part alors à leur recherche, pour les sauver et innocenter son père accusé de traitrise...

## Lieux disponibles
Trois destinations sont accessibles à partir de la carte du jeu :
- le château : là où se trouve le gouvernement, le joueur y obtient des informations et se voit assigner des missions ;
- le village : il s'agit d'un village ou quelques magasins sont accessibles, ainsi qu'une auberge ou le joueur glanne des informations et provoque divers événements ;
- le donjon : des labyrinthes truffés de monstres qu'il faut traverser.

## Shining the Holy Ark
Shining the Holy Ark, sorti en 1996 sur Saturn, peut être considéré comme une suite directe de Shining in the Darkness car le gameplay ainsi que de très nombreux éléments des jeux sont identiques.

## Accueil
| Shining in the Darkness |    |     |
| Dragon Magazine         | US | 4/5 |